# Bibelsk arkæologi
Bibelsk arkæologi er arkæologisk gren som refererer til den hebraiske bibel og Det Nye Testamente, og specifikt behandler et geografisk afgrænset område i Mellemøsten, fra Egypten i vest til Irak i øst. Som videnskab havde bibelsk arkæologi sin blomstringstid i første halvdel af det 20'ende århundrede, med William F. Albright som ledende figur. Han havde stor indflydelse på studiet af Bibelen, og på evangelisk teologi, og slog fast at arkæologien kunne bidrage til forståelsen af Det Gamle Testamente og underbygge historiciteten af dele af den bibelske beretning om patriarkerne, udvandringen og besættelsen af Kana'an.
Siden har synet på den bibelske arkæologi ændret sig til nærmere at være en antropologisk disciplin i modsætning til en tidligere historisk orienteret forskning. Det har dog ikke forhindret at der stadig foregår udgravninger i regionen som influeres af Albrights paradigme, og som især finansieret af amerikanske menigheder.

## Historie

### Før 1914
Den såkaldte bibelske arkæologi tog form efter en udgivelse af den amerikanske professor, Edward Robinsons (1794-1863) rejsebeskrivelser fra Palæstina, som indeholdte hans forskning fra Mellemøsten i tre bind.
Senere kom Charles Warren med en ekspedition til Palæstina, og udmærkede sig ved sit arbejde omkring tempelbjerget i Jerusalem, hvor han fandt fundamentet af Herodes' tempel. Han fandt israelitiske inskriptioner på krukker og vandskakter i Davidsbyen.
- 1898-1900: Frederick Jones Bliss og R. A. Macalister udgravede fire store udgravninger i det frugtbare lavland mellem kysten og de centrale bjerge ned gennem Israel. Det var: Tell es-Safi (sandsynligvis det bibelske Gat); Tell Zakariya (sandsynligvis det bibelske Azekah); Tell ej-Judeideh (muligvis det bibelske Moresheth-Gath eller Libnah) og Tell Sandahannah (muligvis det bibelske Mareshah).
- 1902-1909: Macalister udgravede Gezer, hvor den ældste hebraiske inskription er fundet, Gezer-kalenderen
- 1902-1904: Ernest Sellin udgravede Taanach
- 1903-1905: Gottlieb Schumacher udgravede Megiddo
- 1905-1907: Herman Kohl, Ernest Sellin, og Carl Watzinger studerede gamle synagoger i Galilæa
- 1907-1909: Ernest Sellin og Carl Watzinger udgravede Sikem
- 1908-1911: David Gordon Lyon, Clarence S. Fisher, and George A. Reisner udgravede Samaria
- 1911-1913: Duncan Mackenzie udgravede Beth Shemesh

### 1914-1945
Tekst mangler, hjælp os med at skrive teksten

### 1945-1967
Tekst mangler, hjælp os med at skrive teksten

### Efter 1967
Tekst mangler, hjælp os med at skrive teksten

## Bibelsk bekræftede fund
- Gibeon dam (ved el-Jib)
- Hizkijas tunnel under Jerusalem
- Jerikos mure.
- Sankeribs belejringsrampe ved Lakish
- Siloam dam (udgravet i 2004)
- Før-herodianske tempelmure, på tempelpladsen i Jerusalem. Dermed enten rester fra Ezra og Nehemias eller fra før eksilet i Babylon.[1]
- Det Andet Tempel, bygget af Herodes den Store, og som bl.a. ses ved Grædemuren i Jerusalem.
- Templet i Sikem som referer til Dommerbogen, kapitel 9.
- Bymuren og byport i Gezer. Verificering kommer fra hebraiske inskriptioner indgraveret på klippestykker, nogle hundrede meter fra tellen.

## Ekstern henvisning
- Wikimedia Commons har flere filer relateret til Bibelsk arkæologi